# 凯撒普法尔茨
凯撒普法尔茨（德語：Kaiserpfalz，發音：[ˈkaɪzɐˌpfalts] ⓘ）是德国萨克森-安哈尔特州布尔根兰县的市镇，面积41.08平方千米，2023年12月31日人口为1,579人。该市镇于2009年7月1日由市镇布哈、梅姆莱本和沃尔米施泰特合并而成